# あなたがいてわたくしがいて
「あなたがいてわたくしがいて」は、 くまいもとこのシングル。 

## 概要
表題曲は、フジテレビおよび系列各局で放送されたテレビアニメ『ドクタースランプ』の後期エンディングテーマであり、第46話から第74話（最終回）(1999年1月13日から9月22日)まで使用された。作詞は募集した視聴者によるもので、作曲、および音楽プロデュースは富樫明生（m.c.A・T）が担当した。

## 収録曲
1. あなたがいてわたくしがいて
作詞：奥山美由希 補作詞：m.c.A・T 作曲・編曲：富樫明生
2. あなたがいてわたくしがいて(Sample Battlers Remix)
3. あなたがいてわたくしがいて(Sample Battlers Remix)